# Glinne
Glinne Lengyelország délkeleti részén, a Kárpátaljai vajdaságban, a Leskói járásban található település. A község Leskótól közel 5 kilométernyire fekszik keleti irányban, valamint a vajdaság központja, Rzeszów 67 kilométernyire északnyugatra van a településtől.

## Fordítás
Ez a szócikk részben vagy egészben  a   Glinne című angol Wikipédia-szócikk ezen változatának fordításán alapul.  Az eredeti cikk szerkesztőit annak laptörténete sorolja fel. Ez a jelzés csupán a megfogalmazás eredetét és a szerzői jogokat jelzi, nem szolgál a cikkben szereplő információk forrásmegjelöléseként.